# 683
| [ Edytuj tabelę ]          |                                         |
| Cesarz Bizancjum           | - 668 Konstantyn IV 685                 |
| Chan Bułgarii              | - 681 Asparuch 701                      |
| Cesarz Chin                | - 649 Tang Gaozong 683                  |
| Król Essexu                | - 664 Sighere 683 - 664 Sebbi 694       |
| Król Franków               | - 679 Teuderyk III 691                  |
| Cesarz Japonii             | - 673 Tenmu 686                         |
| Kalif                      | - 680 Jazid I 683 - 683 Mu’awija II 684 |
| Król Kentu                 | - 673 Hlothere 685                      |
| Patriarcha Konstantynopola | - 679 Jerzy I 686                       |
| Król Longobardów           | - 671 Perktarit 688                     |
| Król Mercji                | - 675 Ethelred I 704                    |
| Król Nortumbrii            | - 670 Egfryt 685                        |
| Papież                     | - 682 Leon II 683                       |
| Król Wizygotów             | - 680 Erwig 687                         |

Rok 683 / DCLXXXIII
stulecia: VI wiek ~
VII wiek ~
VIII wiek

lata: 673 «
678 «
679 «
680 «
681 «
682 «
683
» 684
» 685
» 686
» 687
» 688
» 693

## Wydarzenia
- Czarny kamień w Mekce, cel pielgrzymów muzułmańskich, został uszkodzony podczas walk plemion arabskich.
- Mu’awija II został trzecim kalifem z rodu Umajjadów.
- W tym roku wg czeskich kronik miała powstać osada na praskim Wyszehradzie, siedziba legendarnego Kroka.

## Urodzili się
- Mommu, cesarz Japonii (zm. 707).

## Zmarli
- 3 lipca – Leon II, papież.
- 28 sierpnia – K’inich Janaab’ Pakal, majański władca Palenque (ur. 603).
- 27 grudnia – Tang Gaozong, cesarz chiński (ur. 628).
- Jazid I, kalif.
- Ukba ibn Nafi, muzułmański dowódca.